# Division 1 1991-1992
La Division 1 1991-1992 è stata la 54ª edizione della massima serie del campionato francese di calcio, disputato tra il 20 luglio 1991 e il 1º maggio 1992 e concluso con la vittoria del Olympique Marsiglia, al suo ottavo titolo.
Capocannoniere del torneo è stato Jean-Pierre Papin (Olympique Marsiglia) con 27 reti.

## Stagione

### Avvenimenti
Cinque vittorie consecutive nelle prime gare lanciarono in vetta il Monaco, che rimase saldamente in vetta fino alla tredicesima giornata resistendo a un attacco del Metz e dell'Olympique Marsiglia, avvicinatesi in seguito alla prima sconfitta stagionale dei monegaschi. Dalla quattordicesima giornata i campioni in carica dell'OM assunsero definitivamente il comando della classifica, concludendo il girone di andata con tre punti di distacco sul Monaco.
Nella prima metà del girone di ritorno i marsigliesi mantennero l'andatura, ma dalla ventiseiesima giornata calarono il ritmo consentendo al Monaco di arrivare a -1 alla vigilia dello scontro diretto. L'incontro, in programma il 18 aprile a Monaco, vide una netta vittoria dell'Olympique Marsiglia; totalizzando un punto nelle tre gare restanti i monegaschi lasciarono il via libera ai rivali che, totalizzando punteggio pieno, si assicurarono il quarto titolo consecutivo con una giornata di anticipo.
In seguito all'annullamento della Coppa di Francia per la tragedia di Furiani, si dispose la qualificazione in Coppa delle Coppe del Monaco, vincitrice dell'unica semifinale disputata prima della sospensione del torneo. Il posto lasciato libero dai monegaschi venne occupato dal Caen, che avendo ragione del Montpellier all'ultima giornata, poté accompagnare i già qualificati Paris Saint-Germain e Auxerre.
A fondo classifica, al Cannes e al Nancy retrocesse con una giornata di anticipo si aggiunse il Rennes, sconfitto dallo Strasburgo ai play-off interdivisionali.

## Classifica finale
|  | Pos. | Squadra             | Pt | G  | V  | N  | P  | GF | GS | DR  |
|  | ---- | ------------------- | -- | -- | -- | -- | -- | -- | -- | --- |
|  | 1.   | Olympique Marsiglia | 58 | 38 | 23 | 12 | 3  | 67 | 21 | +46 |
|  | 2.   | Monaco              | 52 | 38 | 22 | 8  | 8  | 55 | 33 | +22 |
|  | 3.   | Paris Saint-Germain | 47 | 38 | 15 | 17 | 8  | 43 | 27 | +16 |
|  | 4.   | Auxerre             | 44 | 38 | 16 | 12 | 10 | 55 | 32 | +23 |
|  | 5.   | Caen                | 44 | 38 | 17 | 10 | 11 | 45 | 44 | +1  |
|  | 6.   | Montpellier         | 42 | 38 | 12 | 18 | 8  | 40 | 32 | +8  |
|  | 7.   | Le Havre            | 42 | 38 | 13 | 16 | 9  | 35 | 32 | +3  |
|  | 8.   | Lens                | 39 | 38 | 11 | 17 | 10 | 36 | 30 | +6  |
|  | 9.   | Nantes              | 38 | 38 | 12 | 14 | 12 | 37 | 39 | -2  |
|  | 10.  | Saint-Étienne       | 37 | 38 | 13 | 11 | 14 | 42 | 37 | +5  |
|  | 11.  | Tolosa              | 36 | 38 | 11 | 14 | 13 | 33 | 40 | -7  |
|  | 12.  | Metz                | 35 | 38 | 12 | 11 | 15 | 42 | 43 | -1  |
|  | 13.  | Lilla               | 35 | 38 | 11 | 13 | 14 | 31 | 34 | -3  |
|  | 14.  | Tolone              | 32 | 38 | 13 | 6  | 19 | 41 | 55 | -14 |
|  | 15.  | Nîmes               | 32 | 38 | 9  | 14 | 15 | 31 | 50 | -19 |
|  | 16.  | Olympique Lione     | 31 | 38 | 10 | 11 | 17 | 25 | 39 | -14 |
|  | 17.  | Sochaux             | 31 | 38 | 9  | 13 | 16 | 35 | 50 | -15 |
|  | 18.  | Rennes              | 29 | 38 | 6  | 17 | 15 | 25 | 42 | -17 |
|  | 19.  | Cannes              | 28 | 38 | 8  | 12 | 18 | 34 | 48 | -14 |
|  | 20.  | Nancy               | 28 | 38 | 10 | 8  | 20 | 43 | 67 | -24 |

Legenda:
      Campione di Francia ed ammessa alla Coppa dei Campioni 1992-1993.
      Ammesse alla Coppa UEFA 1992-1993.
      Ammesse alla Coppa delle Coppe 1992-1993.
  Partecipa ai play-out.
      Retrocesse in Division 2 1992-1993.
Note:
Due punti a vittoria, uno a pareggio, zero a sconfitta.
In caso di arrivo di due o più squadre a pari punti, la graduatoria verrà stilata secondo la classifica avulsa tra le squadre interessate che prevede, in ordine, i seguenti criteri:
- Differenza reti generale.
- Reti realizzate in generale.

### Squadra campione
| Formazione tipo | Giocatori (presenze)   |
| --- | ---------------------- |
| Olmeta Casoni Boli Mozer Amoros Angloma Deschamps Sauzée Pelé Waddle Papin                                                                                      | Pascal Olmeta (38)     |
| Olmeta Casoni Boli Mozer Amoros Angloma Deschamps Sauzée Pelé Waddle Papin                                                                                      | Basile Boli (34)       |
| Olmeta Casoni Boli Mozer Amoros Angloma Deschamps Sauzée Pelé Waddle Papin                                                                                      | Manuel Amoros (33)     |
| Olmeta Casoni Boli Mozer Amoros Angloma Deschamps Sauzée Pelé Waddle Papin                                                                                      | Carlos Mozer (33)      |
| Olmeta Casoni Boli Mozer Amoros Angloma Deschamps Sauzée Pelé Waddle Papin                                                                                      | Bernard Casoni (31)    |
| Olmeta Casoni Boli Mozer Amoros Angloma Deschamps Sauzée Pelé Waddle Papin                                                                                      | Jocelyn Angloma (32)   |
| Olmeta Casoni Boli Mozer Amoros Angloma Deschamps Sauzée Pelé Waddle Papin                                                                                      | Didier Deschamps (36)  |
| Olmeta Casoni Boli Mozer Amoros Angloma Deschamps Sauzée Pelé Waddle Papin                                                                                      | Franck Sauzée (22)     |
| Olmeta Casoni Boli Mozer Amoros Angloma Deschamps Sauzée Pelé Waddle Papin                                                                                      | Chris Waddle (35)      |
| Olmeta Casoni Boli Mozer Amoros Angloma Deschamps Sauzée Pelé Waddle Papin                                                                                      | Jean-Pierre Papin (37) |
| Olmeta Casoni Boli Mozer Amoros Angloma Deschamps Sauzée Pelé Waddle Papin                                                                                      | Abedi Pelé (36)        |
| Altri giocatori: Trevor Steven (28), Jean-Philippe Durand (27), Pascale Baills (17), Daniel Xuereb (17), Éric Di Meco (4), Patrice Eyraud (4), Marc Libbra (1). |                        |

## Spareggi

### Play-out
|            | Risultati |            | Luogo e data               |
| ---------- | --------- | ---------- | -------------------------- |
| Rennes     | 0-0       | Strasburgo | Rennes, 8 maggio 1992      |
| Strasburgo | 4-1       | Rennes     | Strasburgo, 13 maggio 1992 |
|            |           |            |                            |

## Statistiche

### Squadre

#### Capoliste solitarie
|    | —— | ——     | ——     | ——     | —— | —— | ——     | ——     | ——     | ——     | ——     | ——                  | ——                  | ——                  | ——                  | ——                  | ——                  | ——                  | ——                  | ——                  | ——                  | ——                  | ——                  | ——                  | ——                  | ——                  | ——                  | ——                  | ——                  | ——                  | ——                  | ——                  | ——                  | ——                  | ——                  | ——                  | ——                  | —— |  |
|    |    | Monaco | Monaco | Monaco |    |    | Monaco | Monaco | Monaco | Monaco | Monaco | Olympique Marsiglia | Olympique Marsiglia | Olympique Marsiglia | Olympique Marsiglia | Olympique Marsiglia | Olympique Marsiglia | Olympique Marsiglia | Olympique Marsiglia | Olympique Marsiglia | Olympique Marsiglia | Olympique Marsiglia | Olympique Marsiglia | Olympique Marsiglia | Olympique Marsiglia | Olympique Marsiglia | Olympique Marsiglia | Olympique Marsiglia | Olympique Marsiglia | Olympique Marsiglia | Olympique Marsiglia | Olympique Marsiglia | Olympique Marsiglia | Olympique Marsiglia | Olympique Marsiglia | Olympique Marsiglia | Olympique Marsiglia |    |  |
|    |    |        |        |        |    |    |        |        |        |        |        |                     |                     |                     |                     |                     |                     |                     |                     |                     |                     |                     |                     |                     |                     |                     |                     |                     |                     |                     |                     |                     |                     |                     |                     |                     |                     |    |  |
|    |    |        |        |        |    |    |        |        |        |        |        |                     |                     |                     |                     |                     |                     |                     |                     |                     |                     |                     |                     |                     |                     |                     |                     |                     |                     |                     |                     |                     |                     |                     |                     |                     |                     |    |  |
| 1ª | 2ª | 3ª     | 4ª     | 5ª     | 6ª | 7ª | 8ª     | 9ª     | 10ª    | 11ª    | 12ª    | 13ª                 | 14ª                 | 15ª                 | 16ª                 | 17ª                 | 18ª                 | 19ª                 | 20ª                 | 21ª                 | 22ª                 | 23ª                 | 24ª                 | 25ª                 | 26ª                 | 27ª                 | 28ª                 | 29ª                 | 30ª                 | 31ª                 | 32ª                 | 33ª                 | 34ª                 | 35ª                 | 36ª                 | 37ª                 | 38ª                 |    |  |

#### Primati stagionali
Squadre
- Maggior numero di vittorie: Olympique Marsiglia (23)
- Minor numero di sconfitte: Olympique Marsiglia (3)
- Migliore attacco: Olympique Marsiglia (67)
- Miglior difesa: Olympique Marsiglia (21)
- Miglior differenza reti: Olympique Marsiglia (+46)
- Maggior numero di pareggi: Montpellier (18)
- Minor numero di pareggi: Tolone (6)
- Maggior numero di sconfitte: Nancy (20)
- Minor numero di vittorie: Rennes (6)
- Peggior attacco: Rennes, Olympique Lione (25)
- Peggior difesa: Nancy (67)
- Peggior differenza reti: Nancy (-24)

### Individuali

#### Classifica marcatori
| Gol | Rigori |  | Giocatore            | Squadra             |
| --- | ------ |  | -------------------- | ------------------- |
| 27  | 7      |  | Jean-Pierre Papin    | Olympique Marsiglia |
| 19  | 5      |  | François Calderaro   | Metz                |
| 18  | 1      |  | George Weah          | Monaco              |
| 14  |        |  | Fabrice Divert       | Montpellier         |
| 14  | 4      |  | Stéphane Paille      | Caen                |
| 12  |        |  | Abedi Pelé           | Olympique Marsiglia |
| 12  |        |  | Christian Perez      | Paris Saint-Germain |
| 12  | 6      |  | Leonardo Rodríguez   | Tolone              |
| 10  |        |  | Christophe Cocard    | Auxerre             |
| 9   | 3      |  | Youri Djorkaeff      | Monaco              |
| 9   | 1      |  | Jean-Philippe Séchet | Nancy               |
| 9   | 2      |  | David Zitelli        | Nancy               |

## Percorso dei club nelle coppe europee
| Club                | Competizione       | Risultato            | Ultimo avversario       |
| ------------------- | ------------------ | -------------------- | ----------------------- |
| Olympique Marsiglia | Coppa dei Campioni | Ottavi di finale     | Sparta Praga (3-2; 1-2) |
| Monaco              | Coppa delle Coppe  | Finale               | Werder Brema (0-2)      |
| Auxerre             | Coppa UEFA         | Sedicesimi di finale | Liverpool (2-0; 0-3)    |
| Cannes              | Coppa UEFA         | Sedicesimi di finale | Dinamo Mosca (0-1; 1-1) |
| Olympique Lione     | Coppa UEFA         | Sedicesimi di finale | Trabzonspor (2-4; 1-4)  |